# Tsuyoshi Furukawa
Tsuyoshi Furukawa (古川 毅 Furukawa Tsuyoshi?), född 21 september 1972 i Aomori prefektur, är en japansk före detta fotbollsspelare.
Furukawa började sin karriär 1995 i Otsuka Pharmaceutical. Efter Otsuka Pharmaceutical spelade han för Consadole Sapporo och Montedio Yamagata. Han avslutade karriären 2004.